# Abderrazak Abdelkader
Abderrazak Abdelkader est l'arrière petit-fils de l’émir Abdelkader et le fils de Muhammad Saïd al-Jazaïri. Il est né le 13 octobre 1914 à Damas et mort le 6 août 1998 à Afikim.

## Biographie

### Famille
Abderrazak Abdelkader grandit dans une famille faisant partie de la haute société syrienne, il étudie dans les écoles françaises dirigées par les prêtres catholiques assomptionnistes. Les frères de Abderrazak ont fait Saint-Cyr et sont devenus officiers supérieurs dans l’armée française. L’un d’eux a été tué en Indochine. Son père, Mohamed-Saïd El-Hassani El-Djazairi, vendit de nombreuses propriétés au Fonds national juif.

### Politique
Dans les années 1930, il se rapprocha du marxisme-léninisme.
En 1937, il se rendait fréquemment au kibboutz Ein Gev.
Abderrazak Abdelkader fut très actif dans la lutte antinazie dans les pays du Levant, au sein des Forces françaises libres. Membre du réseau clandestin de la résistance communiste en Syrie et au Liban, il était en contact avec les réseaux de Palestine, Juifs et Arabes.
Après la Seconde Guerre mondiale, il poursuivit la lutte en Palestine contre Hadj Mohammed Amin al-Husseini et les Frères musulmans.
Dès 1948, il a apporté son aide à la Palmah, la milice juive pour la création d’un État israélien.
En 1952, il fait un séjour en Israël et étudie le rôle des kibboutz. Il fut volontaire pour y travailler. Plus tard, il envisagea le kibboutz comme moyen de développement de l’Algérie indépendante et démocratique.
Il rejoint le F.L.N. algérien au sein duquel il occupe diverses responsabilités, notamment dans l'O.S. (Organisation Spéciale) de la Fédération de France. Rentré en Algérie en août 1962, il fonde avec d'autres militants le groupe marxiste léniniste d'Algérie. Il s'oppose résolument au régime Ben Bella et tente d'unifier l'opposition populaire, il est arrêté en Kabylie, en août 1963. Quelques mois plus tard, l’Algérie entama des démarches pour rapatrier de Syrie les cendres de l’émir Abdelkader, afin de cimenter la cohésion nationale. La famille y mit une condition : la libération de Abderrazak. Il fut libéré et expulsé vers la France.
Il retourna vivre en Israël, s’installa dans le village de Migdal près de Tibériade et épousa une Israélienne, d'origine juive tunisienne et autrichienne.
Il a ensuite tenté de s’installer dans un kibboutz, mais cela lui a été refusé et il a terminé sa vie dans une roulotte, dans le village de Majdel, un village algérien[réf. nécessaire] avant de devenir israélien. Tout au long de sa vie, il écrira des articles dans la presse à la gloire du sionisme et contre le processus de paix.
Abderrazak Abdelkader  est enterré dans le cimetière du kibboutz Afikim, une modeste tombe dirigée vers le Golan. Son nom n’est pas gravé, il y a une simple inscription « Dov Golan » et ses dates de naissance et de décès 1914 – 1998. Parmi les personnes qui lui rendirent hommage lors de son enterrement se trouvait Yitzhak Shamir, ancien premier ministre d'Israël.

## Ouvrages
- Le conflit judéo-arabe (Juifs et Arabes face à l’avenir), F. Maspero, 1er janvier 1961.
- Le monde arabe à la veille d’un tournant, F. Maspero , 1966,  (ISBN 9782348038778).